# Magny-le-Freule
Magny-le-Freule település Franciaországban, Calvados megyében. Lakosainak száma 335 fő (2018. január 1.). Magny-le-Freule Bissières, Croissanville, Méry-Corbon, Mézidon-Canon, Ouézy és Biéville-Quétiéville községekkel határos.

## Népesség
A település népességének változása:
| Lakosok száma | 287  | 268  | 297  | 331  | 313  | 304  | 319  | 328  | 339  | 335  |
|               | 1968 | 1975 | 1982 | 1990 | 1999 | 2011 | 2013 | 2015 | 2017 | 2018 |